# Sida unicornis
Sida unicornis är en malvaväxtart som beskrevs av W. Marais. Sida unicornis ingår i släktet sammetsmalvor, och familjen malvaväxter. Inga underarter finns listade i Catalogue of Life.